# Basilica di Nostra Signora (Maastricht)
La basilica di Nostra Signora (in olandese Basiliek van Onze-Lieve-Vrouw-Tenhemelopneming ma chiamata Onze-Lieve-Vrouwebasiliek) è una chiesa cattolica situata nel centro di Maastricht.
La chiesa si affaccia sulla piazza omonima (Onze Lieve Vrouweplein) dove spicca il suo imponente westwerk tipico della versione mosana dello stile romanico.

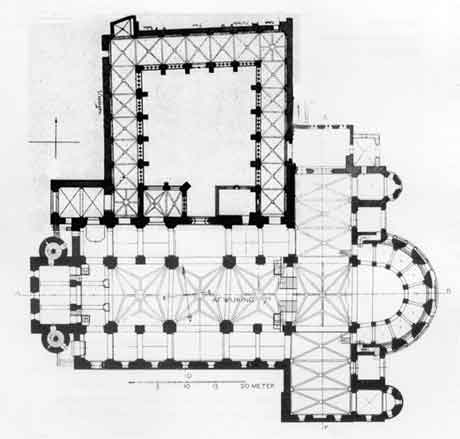
La pianta della chiesa